# Boeing Defense, Space & Security
«Боїнг Дефенс, Спейс енд Сек'юріті» (англ. Boeing Defense, Space & Security (BDS) — підрозділ (бізнес-одиниця) компанії Boeing, що базується в Арлінгтоні, штат Вірджинія. Компанія відповідає за оборонну та аерокосмічну продукцію та послуги. Раніше вона була відома як Boeing Integrated Defense Systems (IDS).
Компанія Boeing Integrated Defence Systems була створена в 2002 році шляхом об'єднання колишніх підрозділів Боїнга «Military Aircraft and Missile Systems» та «Space and Communications». Boeing Defense, Space & Security робить Boeing другим за величиною оборонним підрядником у світі, і становила 45 % доходу компанії в 2011 році.
Boeing Defence, Space & Security — це консолідована група, яка об'єднала провідних виробників в аерокосмічній галузі; Boeing Military Airplane Company; Hughes Satellite Systems; Hughes Helicopters за виключенням виробництва цивільних гелікоптерів (які були вилучені як MD Helicopters); Piasecki Helicopter, згодом відома як Boeing Vertol, а потім Boeing Helicopters; підрозділ McDonnell колишньої компанії McDonnell Douglas у Сент-Луїсі; і колишній авіаційний підрозділ North American Aviation Rockwell International.

## Продукція компанії

### Бомбардувальники та прототипи
- Boeing YB-9
- Boeing XB-15 (1 прототип)
- Boeing B-17 Flying Fortress
  - Boeing XB-38 Flying Fortress
  - Boeing YB-40 Flying Fortress
  - Boeing C-108 Flying Fortress
- Boeing Y1B-20
- Boeing B-29 Superfortress
  - Boeing KB-29 Superfortress
  - Boeing XB-39 Superfortress
- Boeing B-47 Stratojet
- Boeing B-50 Superfortress
- Boeing B-52 Stratofortress
- Boeing B-54
- Boeing XB-55
- Boeing XB-56
- Boeing XB-59
- Boeing TB — торпедоносець

### Вертольоти (гвинтокрили)
- Boeing AH-6
- Boeing AH-64 Apache
- Boeing Vertol CH-46 Sea Knight
- Boeing CH-47 Chinook
- Boeing Vertol YUH-61
- Boeing Vertol XCH-62
- MH-139 Grey Wolf (спільно з Leonardo S.p.A.)
- V-22 Osprey (with Bell Helicopter)
- Quad TiltRotor (спільно з Bell Helicopter)
- RAH-66 Comanche (спільно з Sikorsky), легкий розвідувальний та ударний вертоліт
- SkyHook JHL-40

### Винищувачі та штурмовики
- Boeing Model 15
- Boeing F2B
- Boeing F3B
- Boeing XF6B
- Boeing XF8B
- Boeing F-15E Strike Eagle
- Boeing F-15SE Silent Eagle
- Boeing F/A-18E/F Super Hornet
  - Boeing EA-18G Growler

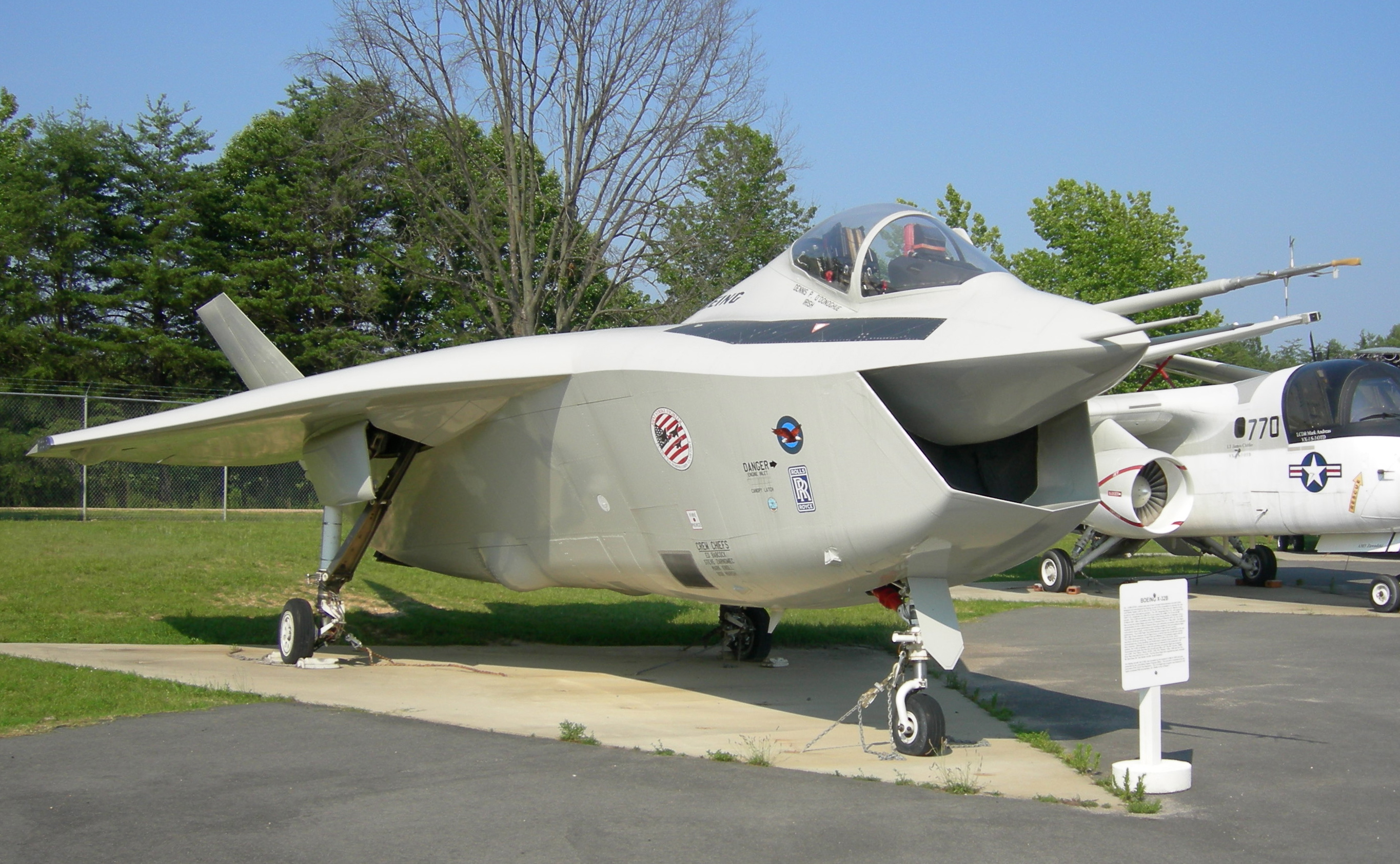
X-32B Joint Strike Fighter

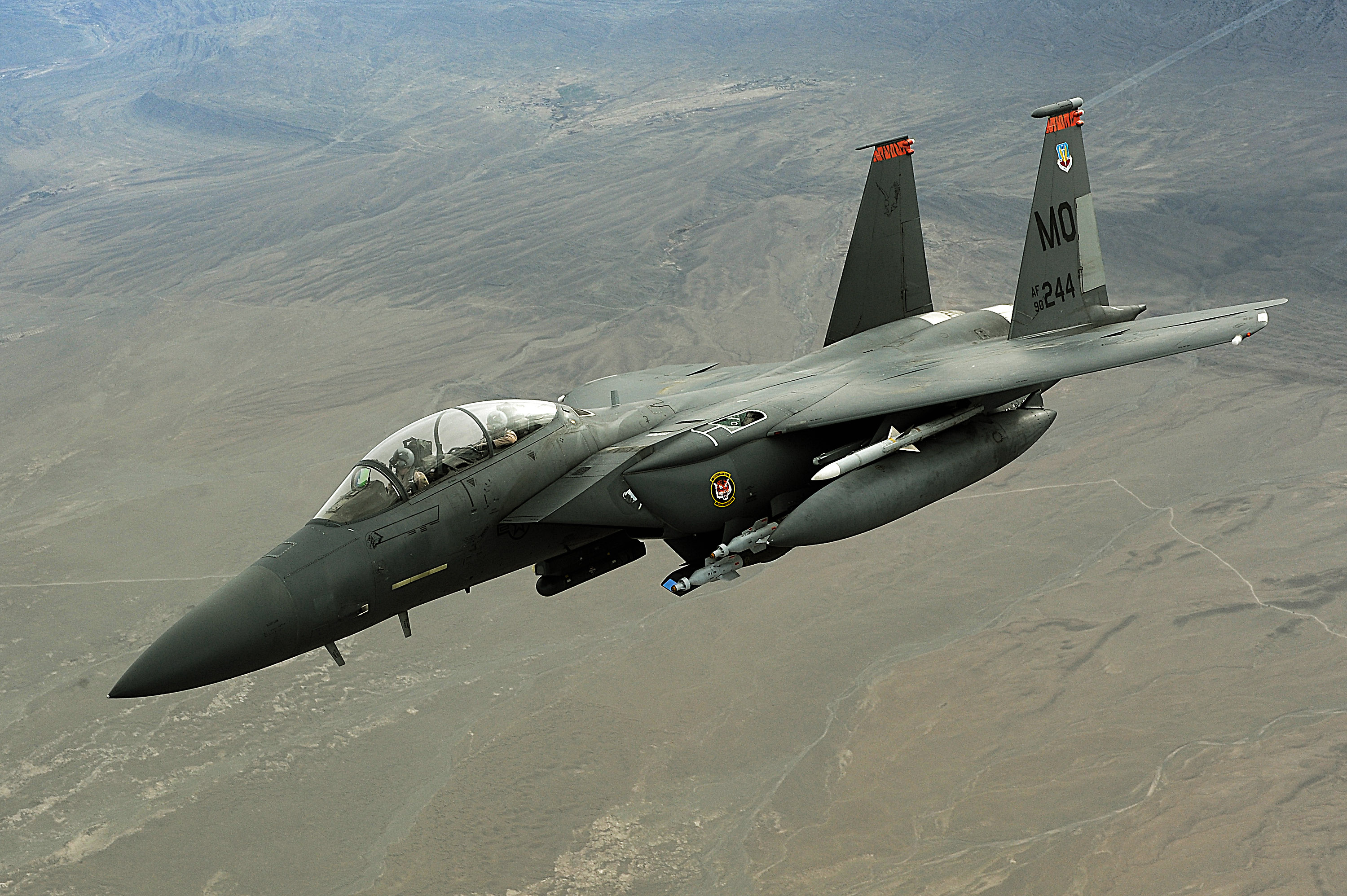
F-15E Strike Eagle

- Lockheed Martin F-22 Raptor (спільно з Lockheed Martin)
- Boeing GA-1
- Boeing XP-4
- Boeing XP-7
- Boeing XP-8
- Boeing XP-9
- Boeing P-12
- Boeing XP-15
- Boeing P-26 Peashooter
- Boeing P-29
- Boeing X-32

### Експериментальні літаки
- Boeing Bird of Prey
- Boeing X-40
- Boeing X-53 Active Aeroelastic Wing

### Військово-транспортні літаки та літаки-заправники

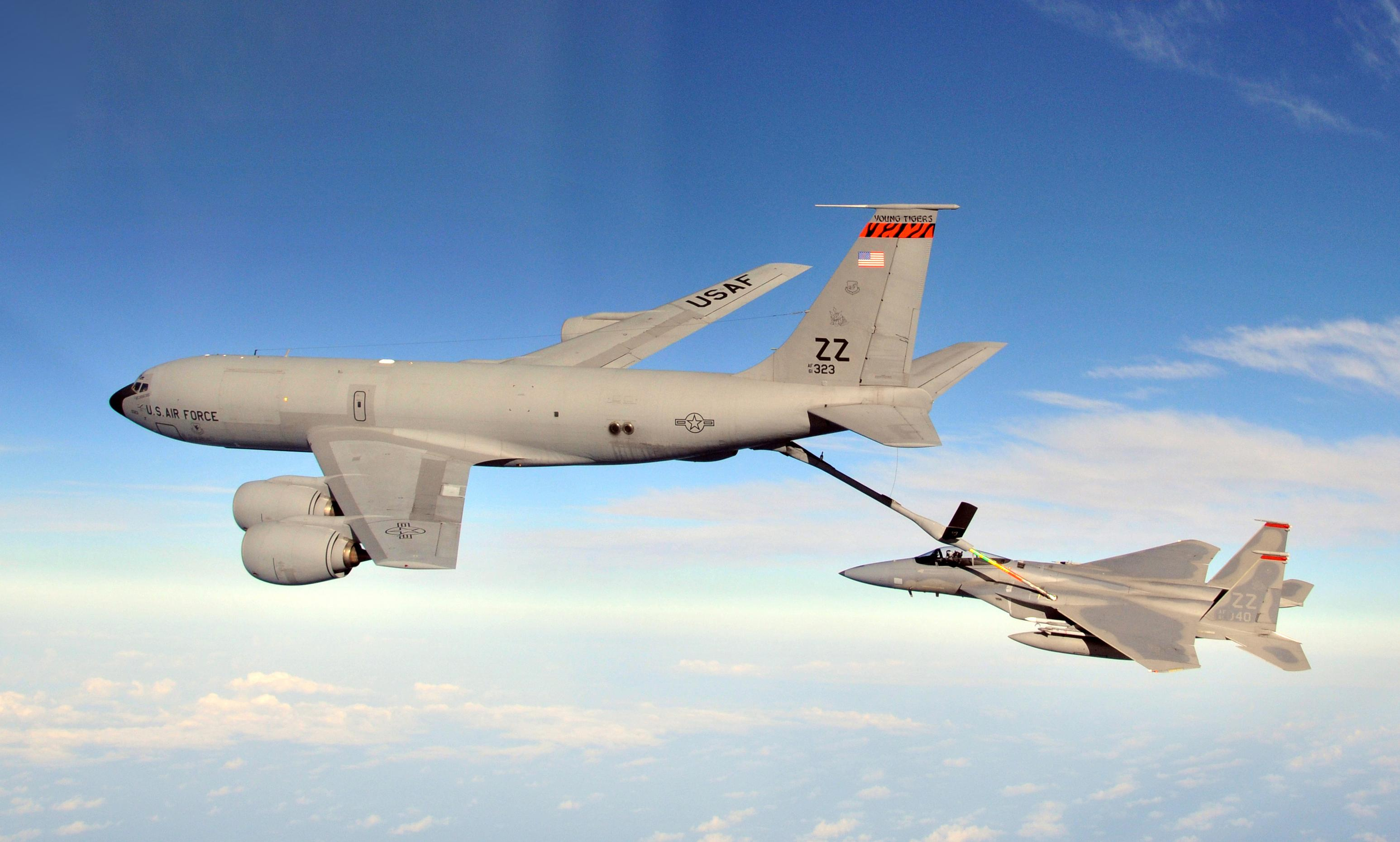
KC-135 Stratotanker дозаправляє F-15C Eagle

- Boeing YC-14
- Boeing C-17 Globemaster III
- Boeing C-22
- Boeing VC-25
- Boeing C-32
- Boeing C-40 Clipper
- Boeing KC-46 Pegasus
- Boeing C-97 Stratofreighter
  - Boeing KC-97 Stratofreighter
- Boeing C-127
- Boeing C-135 Stratolifter
  - Boeing EC-135
  - Boeing KC-135 Stratotanker
  - Boeing NC-135
  - Boeing OC-135B Open Skies
  - Boeing RC-135
  - Boeing WC-135 Constant Phoenix
- Boeing C-137 Stratoliner
  - Boeing CC-137
- Boeing KC-767
- Boeing Pelican

### Навчально-тренувальні літаки
- Boeing Model 2
- Boeing XAT-15
- Boeing NB
- Boeing T-43
- Boeing Skyfox
- Boeing T-7 Red Hawk

### Літаки РЕБ, спостереження, розвідки

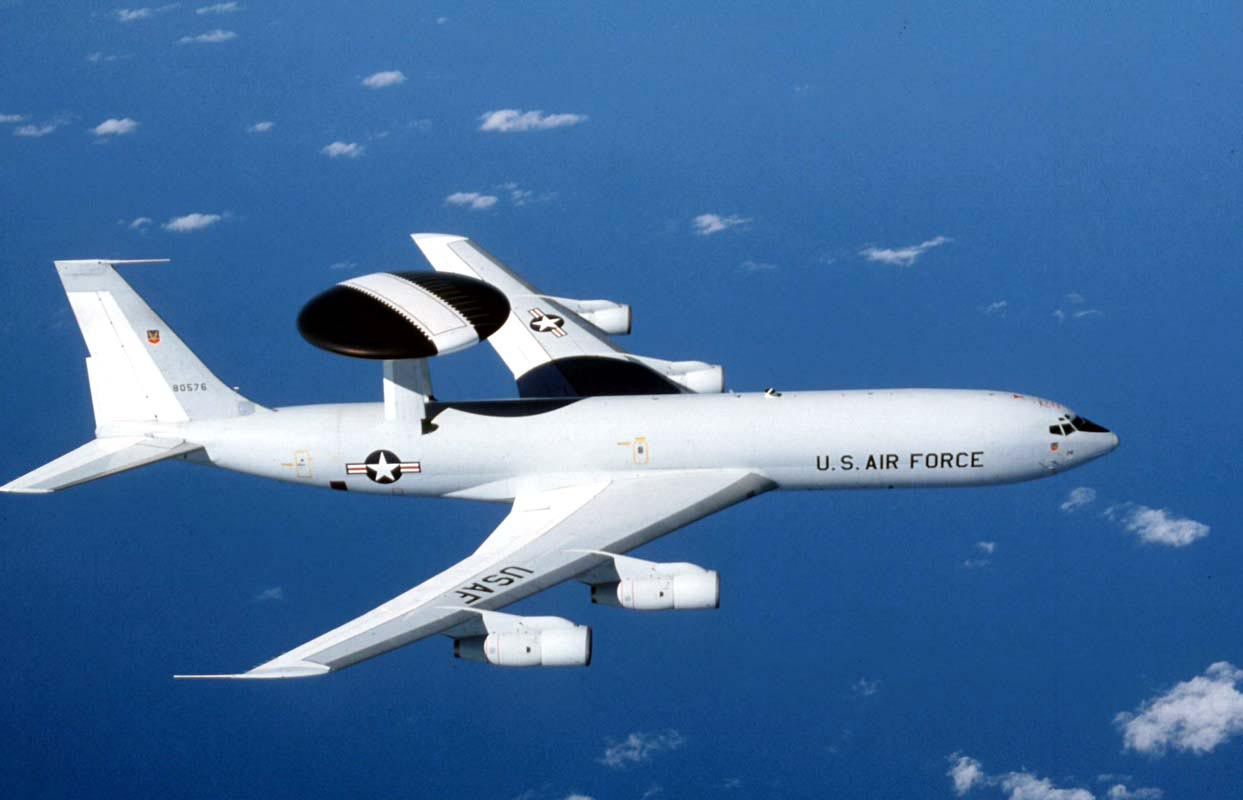
E-3 Sentry

- Boeing 737 AEW&C
- Boeing Model 42
- Boeing YAL-1
- Boeing E-3 Sentry
- Boeing E-4
- Boeing E-6 Mercury
- Boeing E-767 (AWACS)
- Boeing P-8 Poseidon
- Boeing XPB
- Boeing XP3B
- Boeing XPBB Sea Ranger

### БПЛА
- Boeing Insitu RQ-21 Blackjack
- Boeing YQM-94
- Boeing CQM-121 Pave Tiger
- Boeing X-45//Phantom Ray
- Boeing X-46
- Boeing X-48
- Boeing X-50 Dragonfly
- Boeing X-51
- Boeing A160 Hummingbird
- Boeing Condor
- Boeing DARPA Vulture
- Boeing HALE
- Boeing Insitu ScanEagle
- Boeing MQ-25 Stingray
- Boeing Phantom Eye

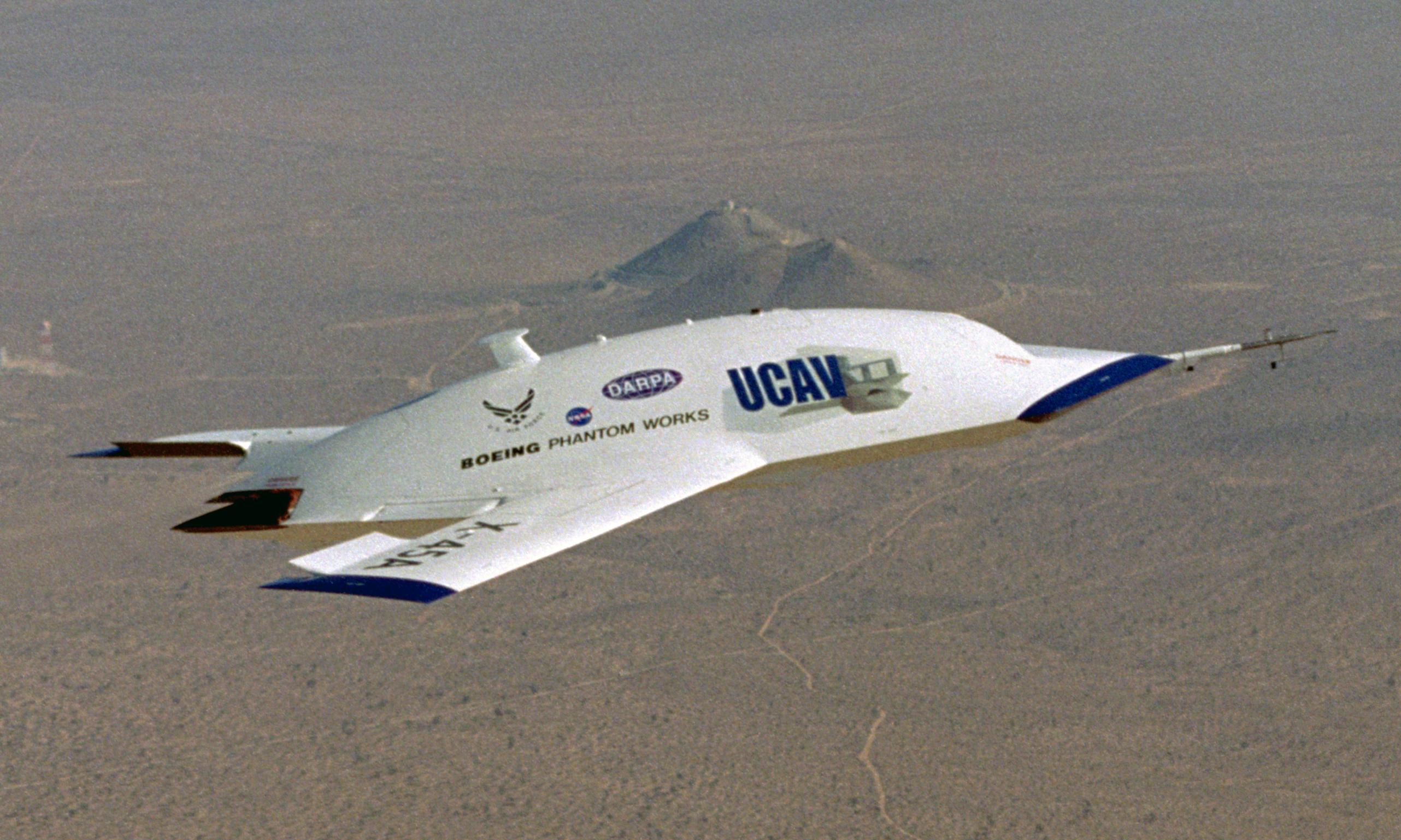
X-45A UAV, прототип значно більшого X-45C

- Boeing Persistent Munition Technology Demonstrator
- Boeing SolarEagle
- GQM-163 Coyote
- MA-31
- Boeing Airpower Teaming System

### Ракети
- CIM-10 Bomarc
- LGM-30 Minuteman
- AGM-69 SRAM
- AGM-86 ALCM — крилата ракета
- MGM-118 Peacekeeper
- UUM-125 Sea Lance
- AGM-131 SRAM II
- Boeing Ground-to-Air Pilotless Aircraft
- Harpoon
  - Standoff Land Attack Missile
  - AGM-84H/K SLAM-ER

### Космічна техніка
- S-IC — перша ступінь
- Lunar Roving Vehicle
- X-38 Crew Return Vehicle
- Inertial Upper Stage (Titan IV і «Спейс Шаттл»)
- International Space Station
- Space Shuttle orbiter
- Delta (сімейство ракет)
  - Delta II
  - Delta III
  - Delta IV
- Sea Launch
- Starliner
- Space Launch System
- Human Landing System